# (8560) Tsubaki
(8560) Tsubaki est un astéroïde de la ceinture principale.

## Description
(8560) Tsubaki est un astéroïde de la ceinture principale. Il fut découvert le 20 septembre 1995 à Kitami par Kin Endate et Kazuro Watanabe. Il présente une orbite caractérisée par un demi-grand axe de 2,96 UA, une excentricité de 0,07 et une inclinaison de 13,4° par rapport à l'écliptique.

## Compléments